# Doreen McCannell
Doreen McCannell (Winnipeg, 29 juli 1947) is een schaatsster uit Canada. Ze vertegenwoordigde haar vaderland op de Olympische Winterspelen 1964 in Innsbruck en de Olympische Winterspelen 1968 in Grenoble.
Doreen is de oudere zus van langebaanschaatsster Donna McCannell en de moeder van ijshockeyer Jason Betterill en ijshockeyster Jennifer Botterill.

## Resultaten

### Olympische Spelen
| Jaar | Plaats    | Resultaten                                                 |
| ---- | --------- | ---------------------------------------------------------- |
| 1964 | Innsbruck | 13e 500 meter 13e 1000 meter 13e 1500 meter 8e 3000 meter  |
| 1968 | Grenoble  | 24e 500 meter 20e 1000 meter 21e 1500 meter 18e 3000 meter |

### Wereldkampioenschappen
| Jaar | Plaats   | Resultaten   |
| ---- | -------- | ------------ |
| 1965 | Oulu     | 15e Allround |
| 1967 | Deventer | 26e Allround |
| 1968 | Helsinki | 26e Allround |

### Canadeese kampioenschappen
| Jaar | Allround |
| ---- | -------- |
| 1964 | Goud     |

## Persoonlijke records
| Afstand    | Tijd    | Datum            | Baan     |
| ---------- | ------- | ---------------- | -------- |
| 500 meter  | 47,60   | 15 februari 1964 | Edmonton |
| 1000 meter | 1.37,60 | 6 februari 1968  | Grenoble |
| 1500 meter | 2.32,20 | 6 februari 1968  | Grenoble |
| 3000 meter | 5.20,30 | 4 februari 1968  | Davos    |